# Jean Rigal (théologien)
Pour les articles homonymes, voir Rigal.
Jean Rigal (né en 1929) est un prêtre catholique et théologien français, longtemps professeur d'ecclésiologie et auteur de nombreux ouvrages dans ce domaine.
Il enseigne pendant 25 ans à la Faculté de théologie de Toulouse.

## Œuvres
- Artisans d'une Église nouvelle, 1976 (avec Jean-Claude Petit)
- Une foi qui tient. Des raisons de croire aujourd'hui, 1978
- Ministères dans l'Église aujourd'hui et demain, 1980
- Des communautés pour l'Église, 1981
- L'Église, obstacle et chemin vers Dieu, 1983
- Le courage de la mission, 1985
- Services et responsabilités dans l'Église, 1987
- Préparer l'avenir de l'Église, 1990
- Le mystère de l'Église, 1992
- L'Église en chantier, 1994
- L'ecclésiologie de communion, 1997
- Horizons nouveaux pour l'Église, 1999
- Découvrir l'Église, 2000
- Découvrir les ministères, 2001
- L'Église en quête d'avenir, 2003
- L'Église à l'épreuve de ce temps, 2007[2],[3]
- Une foi en transhumance, 2009
- Ces questions qui remuent les croyants, 2011
- Je crois autrement, 2014